# Natchanon Jothavorn
Natchanon Jothavorn (thailändisch ณัฐชานนท์ โจถาวร, * 24. Januar 1992 in Nakhon Si Thammarat) ist ein thailändischer Fußballspieler.

## Karriere
Natchanon Jothavorn stand 2017 bei Thai Honda Ladkrabang unter Vertrag. Wo er vorher gespielt hat, ist unbekannt. Der Verein aus der thailändischen Hauptstadt Bangkok spielte in der höchsten Liga des Landes, der Thai League. Am Ende der Saison musste er mit dem Verein in die zweite Liga absteigen. Für Thai Honda stand er 18-mal zwischen den Pfosten. 2018 wechselte er zu dem ebenfalls aus der ersten Liga abgestiegenen Sisaket FC nach Sisaket. Nach einem Jahr ging er 2019 zum Ligakonkurrenten Kasetsart FC nach Bangkok. Hier stand er vierzehnmal im Tor. Anfang 2020 wurde der Torwart vom ebenfalls in der zweiten Liga spielenden Bangkoker Verein MOF Customs United FC unter Vertrag genommen. Für die Customs stand er 16-mal zwischen den Pfosten. Zu Beginn der Saison 2021/22 unterschrieb er einen Vertrag beim Ligakonkurrenten Nakhon Pathom United FC. Für den Klub aus Nakhon Pathom stand er in 18 Ligaspielen zwischen den Pfosten. Nach Saisonende wurde sein Vertrag nicht verlängert.